# Nordwestring (metrostation)
Nordwestring is een metrostation in de wijk St. Johannis van de Duitse stad Neurenberg. Het station werd geopend op 22 mei 2017 en wordt bediend door lijn U3 van de metro van Neurenberg.